# Troglohyphantes wiehlei
Troglohyphantes wiehlei este o specie de păianjeni din genul Troglohyphantes, familia Linyphiidae, descrisă de Miller și Polenec, 1975. Conform Catalogue of Life specia Troglohyphantes wiehlei nu are subspecii cunoscute.